# جيمس كارول روبنسون
جيمس كارول روبنسون (بالإنجليزية: James Carroll Robinson)‏ هو محامي وسياسي أمريكي، ولد في 19 أغسطس 1823 بباريس في الولايات المتحدة، وتوفي في 3 نوفمبر 1886 بسبرينغفيلد في الولايات المتحدة. حزبياً، نشط في الحزب الديمقراطي. وقد انتخب عضو مجلس النواب الأمريكي.